# Џајићи
Џајићи су насељено место у Босни и Херцеговини у општини Коњиц у Херцеговачко-неретванском кантону које административно припада Федерацији Босне и Херцеговине. Према попису становништва из 1991. у насељу је живјело 219 становника.

## Географија
Налазе се на левој обали реке Неретве, узводно од Коњица.

## Становништво
По последњем службеном попису становништва из 1991. године, у насељу Џајићи живело је 219 становника. Већина становника су били Муслимани.
| Националност       | 1991.        | 1981. | 1971. |
| Муслимани          | 216 (98,63%) |       |       |
| остали и непознато | 3 (1,37%)    |       |       |
| Укупно             | 219          |       |       |